# Paràbola de l'home fort
L'home fort és una paràbola de Jesucrist escrita en diversos Evangelis. Segueix el guariment d'un posseït mut, i fa al·lusió al diable

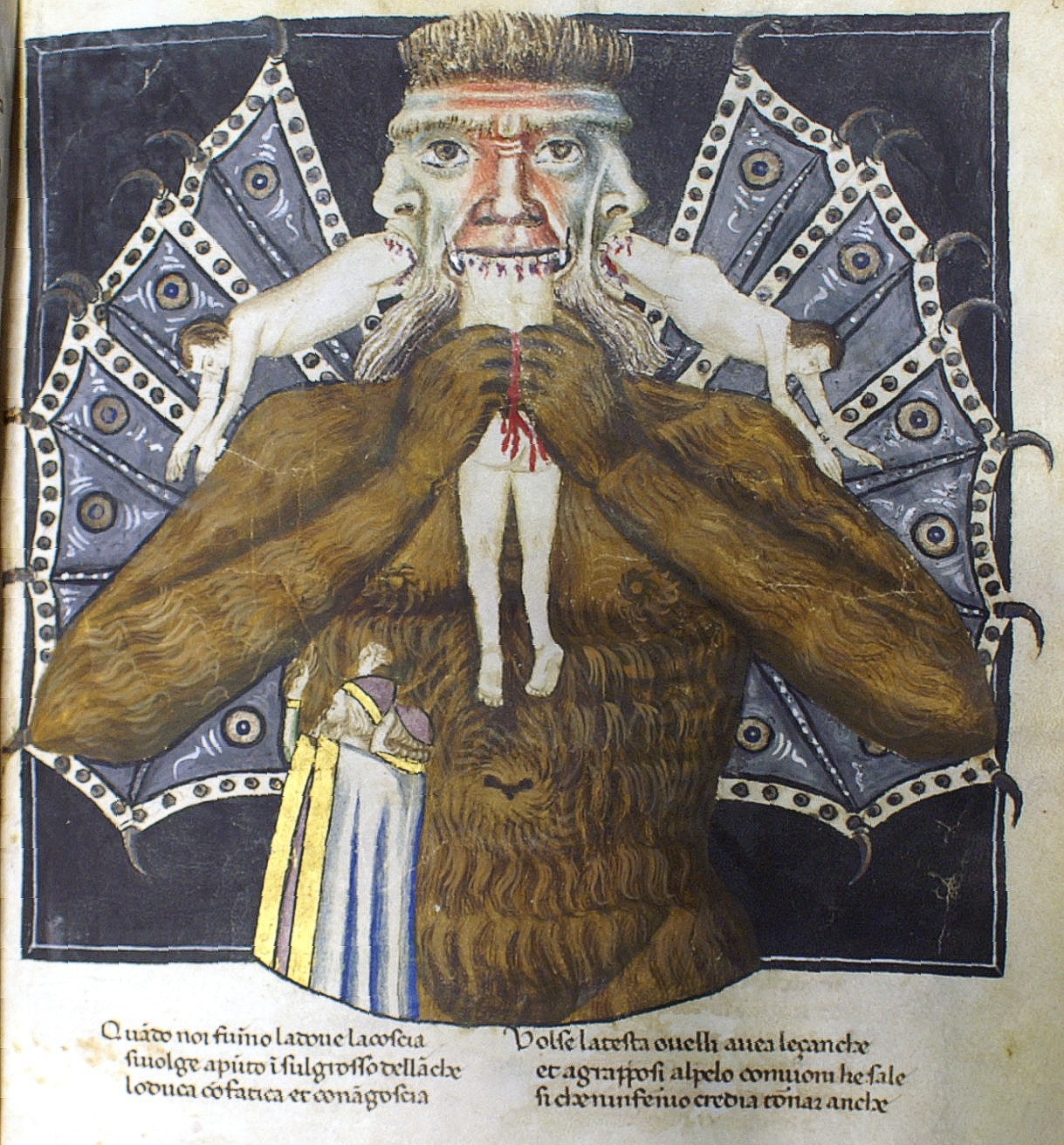
Representació del diable segons Dante Alighieri

## Text
- Evangeli segons Mateu,12, 22-37:[1]

22 Llavors portaren a Jesús un endimoniat cec i mut. Ell el va curar, i el mut recobrà la paraula i la vista. 23 Tota la gent, desconcertada, deia:
--¿No deu ser aquest el Fill de David?
24 Quan els fariseus ho sentiren, digueren:
--Aquest treu els dimonis pel poder de Beelzebul, el príncep dels dimonis.
25 Jesús, que coneixia els seus pensaments, els digué:
--Tot reialme que es divideix i lluita contra si mateix, va a la ruïna. I tota ciutat o casa que es divideix i lluita contra si mateixa, no durarà. 26 I si Satanàs treu fora Satanàs, vol dir que està dividit i lluita contra si mateix. Com podrà durar, doncs, el seu reialme? 27 I si jo trec els dimonis pel poder de Beelzebul, amb quin poder els treuen els vostres seguidors? Per això ells mateixos seran els vostres jutges. 28 Ara bé, si jo trec els dimonis pel poder de l'Esperit de Déu, és que ha arribat a vosaltres el Regne de Déu.
29 »Com pot entrar algú a casa d'un que és fort i prendre-li els seus béns si abans no el lliga? Tan sols així li podrà saquejar la casa. 30 Qui no està amb mi, està contra mi. Qui amb mi no recull, escampa.
31 »Per això us dic: els homes obtindran el perdó per tots els pecats i per totes les blasfèmies, però la blasfèmia contra l'Esperit no serà perdonada. 32 El qui parli contra el Fill de l'home serà perdonat, però el qui parli contra l'Esperit Sant no serà perdonat ni en aquest món ni en l'altre.
- Evangeli segons Marc; el context (Marc, 3, 22-30) és similar; la mateixa paràbola és a Marc 3, 27:[2]

27 Ningú no pot entrar a casa d'un que és fort i apoderar-se dels seus béns si abans no el lliga; tan sols així li podrà saquejar la casa.
- Evangeli segons Lluc, 11, 21-22[3] : Lluc posa més d'atenció als béns que posseeix l'home fort:

21 »Quan un que és fort i va ben armat guarda casa seva, els seus béns estan segurs. 22 Però si l'ataca i el venç un altre de més fort, li pren les armes que li donaven confiança i reparteix el seu botí.

## Qui són "l'home fort" i "el més fort"?
- Segons la majoria dels exegetes, l'home força seria Satanàs, i el més fort, que el tempta, li treu les seves armes i saqueja la seva casa seria Déu, o el Crist que, pels seus exorcismes, ensorra el poder dels dimonis. Les possessions que Jesús arrenca a Satanàs serien llavors els homes[4]

- Segons certs exegetes, l'home fort seria cada individu, i el més fort, que el controla i el desposseeix, seria Satanàs; la paràbola constituiria doncs un advertiment, més que l'afirmació d'una victòria de Déu sobre el diable.[5]

## Interpretació
Jesucrist va ser enviat a la terra per treure totes les forces al maligne per destruir-les. L'home malalt descrit a la paràbola de l'endimoniat mut pot ser interpretat com el poble d'Israel.